# Haswelliporina multiaviculata
Haswelliporina multiaviculata is een mosdiertjessoort uit de familie van de Porinidae. De wetenschappelijke naam van de soort is voor het eerst geldig gepubliceerd in 1984 door Gordon.